# Revolutions per Minute (álbum de Skid Row)
Revolutions Per Minute é o quinto álbum de estúdio de Skid Row, lançado em Outubro de 2006. É o primeiro e único com a presença do baterista Dave Gara.
Michael Wagener reuniu-se temporariamente com Skid Row e tornou-se o produtor do álbum, quinze anos depois de ter co-produzido Slave to the Grind, o segundo álbum da banda editado em 1991. O álbum teve uma recepção variada tendo ficado apenas na posição #266 no Japão.
A canção "Shut Up Baby, I Love You" foi lançada como single e "Strength" é uma versão cover de um original da banda The Alarm.
| Críticas profissionais                                                      | Críticas profissionais |
| Avaliações da crítica                                                       | Avaliações da crítica  |
| Fonte                                                                       | Avaliação              |
| --------------------------------------------------------------------------- | ---------------------- |
| allmusic                                                                    | [ 3 ]                  |
| Esta tabela precisa de ser acompanhada por texto em prosa. Consulte o guia. |                        |

## Faixas
Todas as faixas por Rachel Bolan, exceto onde anotado.
1. "Disease" (Rachel Bolan, Dave Sabo) - 3:32
2. "Another Dick in the System" - 3:16
3. "Pulling My Heart Out from Under Me" - 3:29
4. "When God Can't Wait" (Bolan, Scotti Hill) - 2:15
5. "Shut Up Baby, I Love You" - 3:16
6. "Strength" (cover de The Alarm) Mike Peters, Dave Sharp, Eddie Macdonald, Nigel Twist) - 5:07
7. "White Trash" (Bolan, Sabo) - 2:53
8. "You Lie" - 2:44
9. "Nothing" - 3:29
10. "Love Is Dead" - 3:38
11. "Let It Ride" - 4:03
12. "You Lie" (faixa bónus, Corn Fed mix) - 2:43

## Banda
- Johnny Solinger – voz
- Scotti Hill – guitarra
- Dave "The Snake" Sabo – guitarra
- Rachel Bolan – baixo
- Dave Gara – bateria